# توماس ماركو
توماس ماركو (بالإسبانية: Tomás Marco)‏ هو ملحن إسباني، ولد في 12 سبتمبر 1942.

## وصلات خارجية
- توماس ماركو على موقع IMDb (الإنجليزية)
- توماس ماركو على موقع ميوزك برينز (الإنجليزية)
- توماس ماركو على موقع ديسكوغز (الإنجليزية)